# Kanker
Kanker là một thành phố và khu đô thị của quận Kanker thuộc bang Chhattisgarh, Ấn Độ.

## Địa lý
Kanker có vị trí 20°16′B 81°29′Đ / 20,27°B 81,49°Đ Nó có độ cao trung bình là 388 mét (1272 feet).

## Nhân khẩu
Theo điều tra dân số năm 2001 của Ấn Độ, Kanker có dân số 24.485 người. Phái nam chiếm 50% tổng số dân và phái nữ chiếm 50%. Kanker có tỷ lệ 77% biết đọc biết viết, cao hơn tỷ lệ trung bình toàn quốc là 59,5%: tỷ lệ cho phái nam là 83%, và tỷ lệ cho phái nữ là 71%. Tại Kanker, 12% dân số nhỏ hơn 6 tuổi.